# Guntersdorf
Guntersdorf là một thị trấn ở huyện Hollabrunn trong bang Niederösterreich, ở nước Áo. Đô thị này có diện tích 28,41 km², dân số năm 2001 là 1128 người.